# Pelzhandelszentrum Brody
Das Pelzhandelszentrum Brody war im 18. und 19. Jahrhundert ein wichtiger Umschlagplatz für Pelzfelle und Borsten sowie ein Schwerpunkt der Kürschnerei. Die Stadt Brody war in dieser Zeit, neben Lemberg (heute Lwiw) und der Kürschnerstadt Lissa (heute Leszno), die bedeutendste Handelsstadt Galiziens. Die Kaufleute aus Brody, heute zur Ukraine gehörend, hatten entscheidenden Anteil am Entstehen des ehemaligen Weltzentrums des Rauchwarenhandels, dem Leipziger Brühl.

## Allgemein

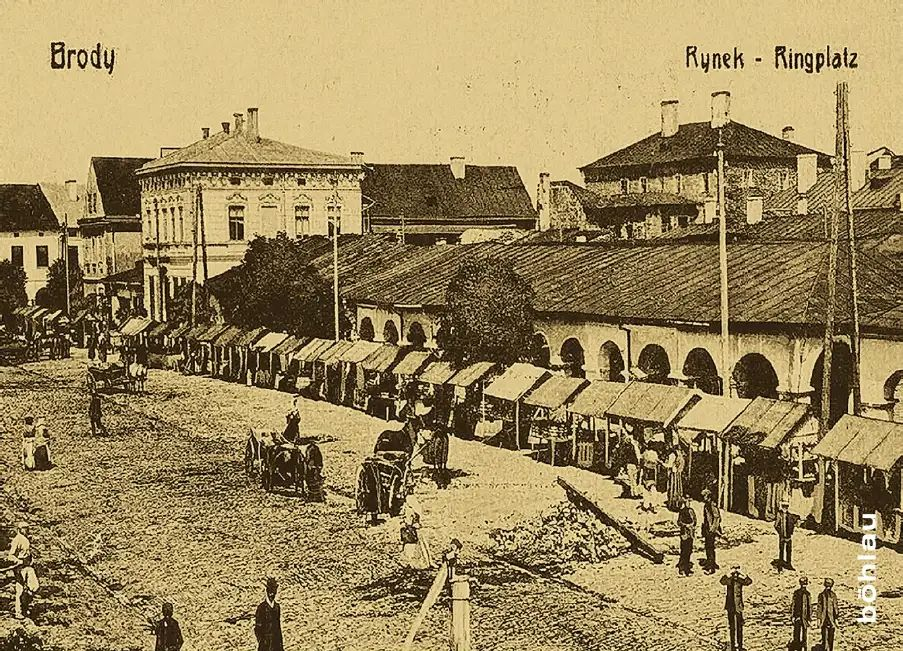
Brody, Marktbuden auf der Rynek am Ringplatz

Brody, 150 Jahre lang in Österreich-Ungarn nahe der Ostgrenze Polens gelegen, war ein wichtiger Umschlagplatz für den Handelsverkehr der Länder zwischen dem Schwarzen Meer und der Nordsee mit den Handels- und Hafenstädten Odessa und Hamburg. Nachdem Galizien 1772 an Österreich gefallen war, wurde Brody 1779 mit einem Umland von 264 Quadratkilometer nach dem Vorbild der Adriahäfen Triest und Fiume (heute Rijeka) zur freien Handelsstadt mit eigenem Zollfreibezirk erklärt. Hamburger und Mailänder Firmen ließen sich in der damals 15.000 Einwohner zählenden Stadt nieder, dieser Zuzug verlieh der Stadt ein westliches Gepräge. Zwei Drittel der Bevölkerung war jüdisch, deutsch wurde zur Amts- und Umgangssprache.
Die christlichen Händler besorgten besonders den Transithandel zwischen Polen und den österreichischen Erblanden, dem Triestiner Hafen sowie Italien. Die jüdischen Kaufleute, die auch den Fellhandel beherrschten, waren dagegen mehr auf den Handelsweg von Leipzig beziehungsweise Frankfurt (Oder) nach Brody und dann weiter in die Zentralukraine oder an das Schwarze Meer spezialisiert. Auf den Reisen zu den Märkten unterlagen sie „exorbitanten“ sogenannten „Schutzgebühren“ der verschiedenen Staaten, die sie durchqueren mussten, sowie noch höheren Sonderbeiträgen für Sachsen.
Im Jahr 1869 wurde Brody an das Eisenbahnnetz angeschlossen. Das allgemein dichter werdende Bahnnetz führte dazu, dass die näher am Anfall liegenden Sammel- und Gestehungsplätze der Waren zwar schneller und einfacher zu erreichen waren, wodurch die Stadt jedoch trotz der besseren Verkehrsanbindung an Bedeutung als Stapel- und Handelsplatz verlor. Im Gegensatz dazu verdankte Leipzig der Bahn einen Teil seines wirtschaftlichen und, damit verbunden, auch kulturellen Aufstiegs.

## Rauchwarenhändler in Brody
Enge Beziehungen Polens zu Odessa mit seinem Freihafen hatten Anfang des 19. Jahrhunderts die Handelswege bis tief in den Kaukasus und nach Persien geöffnet. Das Geschäft mit Pelzen aus dem Ural und Sibirien wuchs erheblich an, russische Pelzfelle kamen über Polen-Litauen nach Brody. Gleichzeitig entstand mit Brody ein Zentrum des Rauchwarenhandels, auch begünstigt durch eine zu der Zeit entstehende neue Pelzmode, bei der das Fell mit dem Haar nach außen getragen wurde.
Nach der Kontinentalsperre Napoleons (1806–1813) erlebte Brody einen besonderen Aufschwung durch den Handel mit von der Blockade betroffenen Waren. Es hatte sich auch „eine große Industrie etabliert, die sich nur mit dem Einschmuggeln verbotener Pelze befaßte“ und Leipzig mit Fellen versorgte. Aber auch nach dem Ende der Kontinentalsperre hieß es: „Dass Leipzig sich überhaupt nach Beendigung der schweren Krisis wieder zum Mittelpunkt des internationalen Rauchwarenhandels aufschwingen konnte, mag nicht zum wenigsten an der Zähigkeit der polnischen Juden gelegen haben, welche selbst unter den schwierigsten Verhältnissen und oft mit eignen Vermögensverlusten doch mit geringeren Waren, hauptsächlich Hasenfellen, Feh- und Marderpelzen, wenn auch in sehr beschränkter Weise, die Fühlung mit dem Platze behielten.“
Eine Statistik des Jahres 1820 verzeichnete in Brody 118 Kürschner und 8 Fellhändler. Allerdings findet die Anzahl der unabhängigen Pelz- und Häutehändler, Provisionsagenten und Einzelhändler hierin keine Erwähnung. Im Jahr 1836 gingen von auf der Pelzmesse in Nischni Nowgorod verkauften 50 Ballen mit Zobelfellen allein 30 Ballen über Radywyliw nach Brody, von wo sie nach Leipzig weiter gehandelt wurden. Um 1846 wurden jährlich 300.000 bearbeitete Häute umgesetzt.
Brodyer Händler besuchten Mitte des 19. Jahrhunderts regelmäßig die südrussischen Märkte Charkow und Poltawa. Die 1840er Jahre stellten jedoch eine schwere Zeit für den Brodyer Handel dar. Jüdische Händler aus dem Reich der Habsburger, die nach Russland reisten, wurden den gleichen strengen Einschränkungen unterworfen wie ihre jüdischen Kollegen, die dauerhaft im russischen Siedlungsgebiet lebten. So beschwerte sich im Jahr 1840 ein jüdischer Händler aus Brody, dass sie von den wichtigeren Messen und Märkten des Landes ausgeschlossen wurden, im konkreten Fall den Markt von Berdytschiw. Noch ehe sie Zeit hatten ihre Geschäfte abzuwickeln, waren sie sogar ausgewiesen worden, obwohl sie legitime Pässe der österreichischen Regierung besaßen. Durch die starken Beschränkungen an der russischen Grenze, einer zunehmenden Konkurrenz der russischen Produzenten auf den Märkten Südrusslands, aber auch durch neue, direkte Schifffahrtsverbindungen Odessas mit den überseeischen Ländern, ging der Handel über Brody immer mehr zurück.
Nachman Fein war bereits ein regelmäßiger Besucher der Leipziger Messen, als er um 1840 nach dem in vielerlei Hinsicht im Vergleich zu Leipzig liberaleren Dessau in Anhalt-Dessau umsiedelte, bevor er mit der notwendigen Erlaubnis des sächsischen Innenministeriums 1842 in Leipzig sein Gewerbe anmeldete. Auch der Rauchwarenhändler Solms Rosenstock berichtete, sein Vater habe in Dessau gewohnt, um das Geschäft in Leipzig führen zu können. Die Umsiedlung jüdischer Pelzhändler nach Deutschland fiel umso leichter, da sie, wie auch Nachman, in der Regel die deutsche Sprache beherrschten und ohnehin seit Jahren Geschäftsbeziehungen nach Leipzig unterhielten.
Der „steinreiche“ Bisamhändler Marcus Harmelin, dessen Nachkomme Wilhelm Harmelin ausführlich die Verbindungen des Leipziger Pelzhandels mit Brody erforschte, hatte seinen Firmensitz und Wohnung in „einem ansehnlichen Gebäude“ in der Lesznower Gasse. Unter Ausnutzung der Freihandelszone betrieb er in Brody einen Handel mit eigener Pelzproduktion. Josef Ehrlich, ein Student der Brodyer jüdisch-theologischen Lehranstalt „Jeschiwa“ hinterließ Anfang der 1850er Jahre eine eindrucksvolle Beschreibung des Lebens im Haus Marcus Harmelin (1796–1873). Die Firma Harmelin besuchte, wie auch andere, regelmäßig die Nischny Nowgoroder Messe. Mit Abnehmen der Bedeutung der Nowgoroder Messe unterhielt Harmelin an verschiedenen Plätzen Sibiriens und der Bucharei eigene Handelsvertretungen.
Ein Branchenverzeichnis von Brody aus dem Jahr 1897 nennt nur die Pelzniederlassung M. Kohn und die Gerberei J. Abraham Donner.

### Brody und Leipzig
Die negative Entwicklung in Brody, dagegen aber ein wirtschaftlicher Erfolg in den Geschäftsbeziehungen mit Leipzig, führten dazu, dass Rauchwarenhändler besonders in das Pelzhandelszentrum Leipzig umsiedelten. Brody stellte bis dahin einen überaus wesentlichen Schnittpunkt im Handel mit den Fellen des osteuropäischen Raumes dar. Soweit Moskauer Händler nicht eigene Geschäftsbeziehungen nach Leipzig unterhielten, gingen auch die dort in großer Menge eintreffenden Rauchwaren über Brody in die Messestadt. In den Leipziger Messestatistiken tauchen erstmals im Jahr 1728 jüdische Händler aus Brody auf, innerhalb von zehn Jahren stieg deren Zahl auf über zehn.
Kalkulierte Leipzig zur Messe aus Frankfurt am Main 40 Wagen ein, so waren das dagegen aus Brody bis zu 200. In großen Zügen führten die Spediteure die in Leipzig eingekauften und die gegen „Rauchwerk“ eingetauschten Waren nach Brody, dem Hauptstapelplatz. Von dort wurden sie weiter zur Septembermesse nach Berdytschiw und nach Warschau befördert. Auf der Neujahrsmesse 1781 sollen polnische Juden, besonders die Lissauer und Brodyer, „circa 4000 Centner verladen haben“. In den letzten beiden Jahrzehnten des 18. und den ersten beiden des 19. Jahrhunderts war die Anwesenheit der Brodyer jüdischen Händler ein Faktor, der geradezu über Erfolg oder Misserfolg der dreimal jährlich stattfindenden Messen entschied. Ansässige Fellhändler gab es noch kaum in Leipzig. Bevor die Ansiedlung des Rauchwarenhandels auf der „Bruel“, später Brühl benannten Straße begann, hatten auf der ihnen zeitweilig zugewiesenen Straße fast nur jüdische Kaufleute ihre Messlager.
Gut 250 Jahre lang war es Juden überhaupt verboten gewesen, in Leipzig dauerhaft zu leben. Die Leipziger Kaufmannschaft bemühte sich, die Ansiedlung von Juden in der Stadt weiterhin zu verhindern. Sie wurden lediglich als Gäste geduldet. Ihre Teilnahme an den Messen lässt sich jedoch bis ins Jahr 1490 zurückverfolgen. Verschiedene diskriminierende Vorschriften legten die genauen Anforderungen fest, die jüdische Kaufleute auf den Messen erfüllen mussten. Zusätzliche Abgaben, Steuern und spezielle jüdische Zolltarife mussten gezahlt werden. Der Paragraph 6 der Judenordnung von 1682 legte beispielsweise fest, dass jeder Jude das „gelbe Flecklein“ stets bei sich zu tragen und auf Verlangen den Ratsdienern und Stadtknechten vorzuzeigen hatte. Trotz dieser umfangreichen Einschränkungen blieben die Messen für jüdische Händler und Handwerker äußerst attraktiv. Beispielsweise wurden zwischen 1675 und 1764 in Leipzig 81.937 jüdische Messebesucher registriert, von denen 59.264 unabhängige Kaufleute waren.
Im Jahr 1664 scheint ein erster Wechsel eingetreten zu sein. Nach einem Gesuch der jüdischen Händler bat der Rat der Stadt, bei den zu entrichtenden Abgaben den Kurfürsten um eine Gleichstellung der Juden. Mit Einschränkungen wurde dies vom Kurfürsten 1665 gewährt. Die Auseinandersetzungen zwischen jüdischen und christlichen Messeanbietern und Benachteiligungen der jüdischen Händler hielten jedoch an. 1710 erhielt der erste Jude als „Schutzjude“ Wohnrecht in der Stadt. Er und seine Familie standen unter der direkten Kontrolle und dem Schutz des Kurfürsten. Nur ein halbes Jahr später genossen sechs Familien und zehn Einzelpersonen den Status von Schutzjuden. 1747 erlaubte der Stadtrat die Ansiedlung polnischer und russischer Juden ohne Steuern zu zahlen „in Anerkennung ihres Beitrags zum Import von Rohstoffen für die Haut- und Pelzindustrie“. 1838 bekamen in Sachsen geborene Juden das uneingeschränkte Einwohnerrecht. Die letzten Ausnahmegesetze gegen die Juden fielen erst nach dem Beitritt Sachsens zum Norddeutschen Bund im Jahr 1866; die Aufenthaltsbeschränkung von Juden für Leipzig kam in Wegfall und die bis dahin für Juden in Handel und Gewerbe geltenden Einschränkungen beseitigte die neue Gewerbeordnung von 1869.
Im Jahr 1811 bot der Brodyer Kaufmann Joel Schlesinger „einige hundert Taler“ für die Einrichtung eines israelitischen Friedhofs, für dessen Kosten eigentlich der Leipziger Rat hätte aufkommen müssen. Der Vertrag für ein Gelände außerhalb der Stadtgrenze im Johannistal wurde jedoch nicht dem Privatmann Schlesinger, sondern gleich der ganzen „Brodyer Judenschaft“ angeboten. Diese akzeptierte, und gegen eine Zahlung von 200 Talern wurde ihr die Verwaltung „einer Begräbnisstätte für die in Leipzig sterbenden sowohl einheimischen als von auswärts kommenden Juden an einem schicklich gewählten Ort“ übertragen. Der Platz war mit 90 mal 40 Ellen nur hausgartengroß und nur durch ein Privatgrundstück zugänglich. Der Friedhof reichte damit nicht wirklich aus. Doch um ihren Aufenthalt zu legalisieren lag den in Leipzig ansässigen Juden daran, einen Vertrag mit dem Rat zu haben und den Friedhof selbst zu verwalten. „Außer Kosten entstand so für Brody eine Menge Verdruss“. Bis 1849 hielt man an der Konzession fest, 1864 wurde der Friedhof geschlossen, im selben Jahr entstand in der Berliner Straße der „Neue jüdische Friedhof“.
Am 4. April 1815, fünf Monate nach Unterzeichnung der Friedhofkonzession, stellte der Rat die ersten jüdischen Messmakler ein, zunächst auf ein Probejahr. Der Einspruch der Kramerinnung war durch die Landesregierung am 23. Februar 1815 als unbegründet zurückgewiesen worden. Alle vier Makler waren Rauchwarenhändler, drei aus Brody, einer aus dem benachbarten Lissa. Vier Wochen später stellte der Rat 23 weitere jüdische Makler ein. Wenngleich auch andere jüdische Branchen berücksichtigt wurden, so blieb das Übergewicht doch beim Rauchwarenhandel, Brody und Lissa stellten jeden zweiten Makler.
Obwohl in Preußen bereits 1810 die Gewerbefreiheit eingeführt war, beklagten sich die Kürschner noch 1834:
„Es ist nemlich sehr bemerkbar, daß von einer Messe zur anderen sich eine Menge pohln. und Brodyer Juden hier herumtreiben, und oft schon ist die Frage aufgeworfen worden, wovon sich nur diese Leute ernähren? […] Nun ist es mehr als zu bekannt, daß diese Leute sich aller erdenklichen Wege bedienen, um nur ihren Endzweck zu erreichen; so animieren sie z. B. auswärtige Kürschner und Rauchhändler, die etwa während der Messe nach den oder jenen Artikeln gefragt haben, sich bei eintretendem Bedürfniß schriftlich an sie zu wenden und gewißer und prompter Bedienung gewärtig zu sein; von einer Menge Belegen zu dem eben gesagten führen wir nur zwei Beispiele an; es haben nehml.: 1. ein gewisser Jacob Roßlin aus Brody und 2. der Schreiber d. Hn. Heilbern u. Frenkel aus Brody, mit Nahmen Joseph Heilbern, ganz kürzlich Astrachanfelle u. d. g. nach Frankfurt a./M. und anderwärts hin von hier aus versendet p. p. - Die zweite Classe dieser Israeliten haben sich den Nahmen Mäkler zugelegt und usurpieren selbigen, indem sie von Seiten der Börsen-Vorsteher nie dafür anerkannt werden! Diese nun treiben sich anhaltend in den Straßen und namentlich im Brühl auf und ab, spähen jeden hiesigen und aus den Umgebungen etwa nach hier kopmmenden Kürschner aus und führen ihn, um ein Makelgeld zu verdienen jenen Commissionairs zu; ein anderer Teil ihrer Beschäftigung besteht darinnen, gemeinschaftlich mit jenen Commissionairs ihre Brodyer Commitenten mit dem hies. Gang der Geschäfte durch fleißige Correspondenz bekannt zu machen.“
Spätestens 1868 findet sich in Leipzig der aus Brody stammende Rauchwarenhändler Nathan Haendler (1817–1887) als Eigentümer des Hauses „Zum Heilbrunnen“ (jetzt Brühl 33). Als die Bedeutung des Handelszentrums Brody immer mehr zurückging – teilweise schon 1848 und endgültig 1879 – verlor Brody die Vorrechte einer freien Handelsstadt immer mehr. Etliche Brodyer Familien lösten ihre Verbindungen zur alten Heimat. Im Jahr 1879 liquidierte die Firma Marcus Harmelin ihre dortige Niederlassung. Die ersten Leipziger jüdischen Firmen, deren Namen auffindbar blieben, waren Marcus Harmelin (1830), J. B. Oppenheimer & Comp. (1834) und Theodor Wolf (um 1835). Durch die Aufhebung des Niederlassungsverbots erlebte der Rauchwarenhandel einen ungeahnten Aufschwung, die kleinen Firmen wurden große Handelshäuser und zogen immer mehr Menschen an den Brühl.

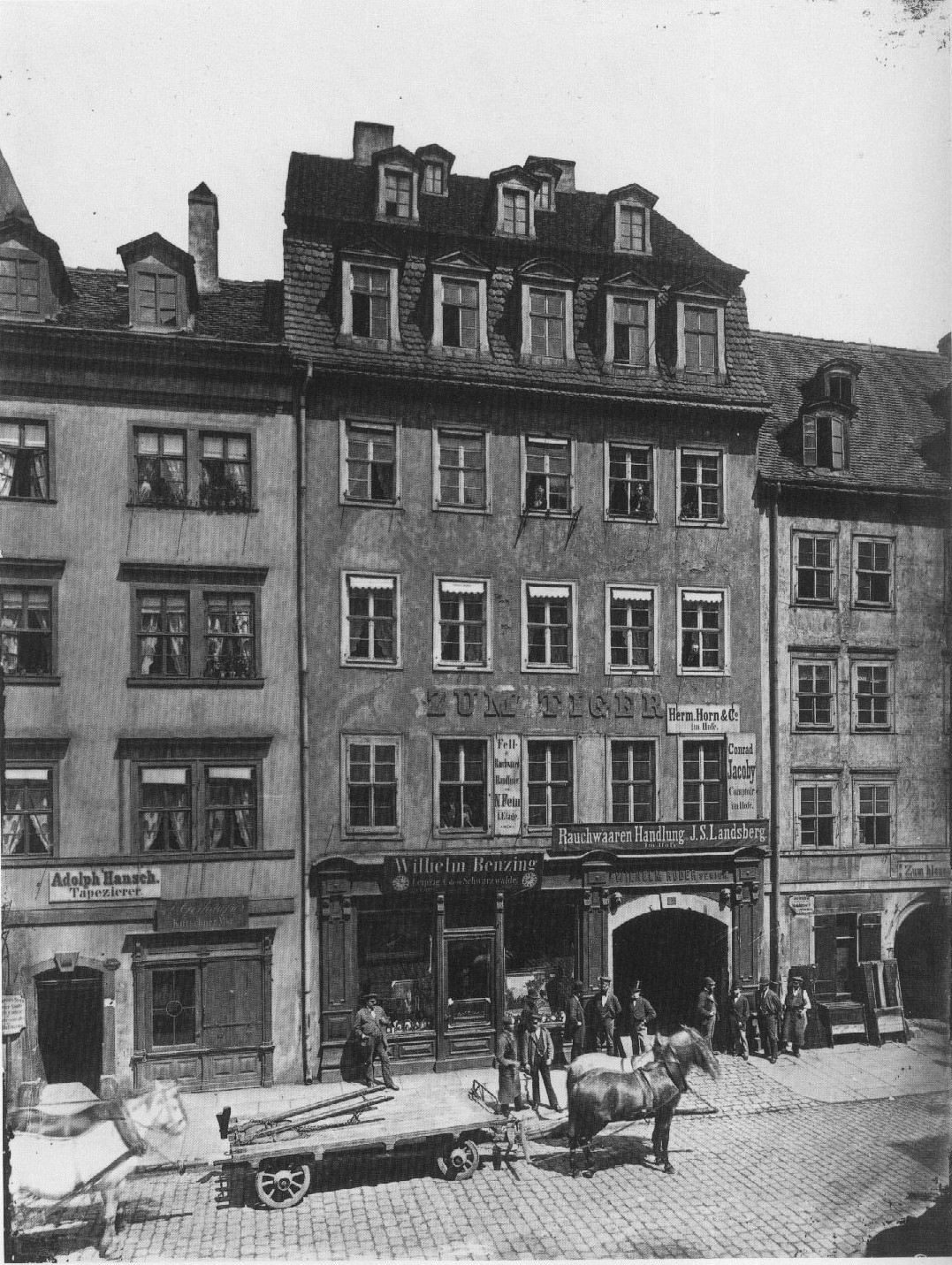
Brühl 69, Firmensitz Nachman Fein und anderer Pelzhändler (1870)

Im Oktober 1869, kurz nach der Verfügung des Reichskanzlers von Bismarck, dass Juden innerhalb der Territorien der Konföderation eine vollständige rechtliche Gleichheit haben sollten, reichte der Rauchwarenhändler Nachman Fein einen Antrag beim Leipziger Stadtrat ein:
„Nachdem ich mehr als 20 Jahre als Kommissionsvertreter in dieser Stadt gearbeitet und ab 1862 mit meiner Familie hier einen ständigen Wohnsitz eingerichtet hatte, das heißt mit meiner Frau Feige, geborene Patyn, Chaim Leib, 24, und Reisel und Heni[e], 15, möchte ich eine Großhandelsfirma gründen und bitte auf lange Sicht um die Gewährung der Staatsbürgerschaft. Ich möchte jedoch meine österreichische Staatsangehörigkeit nicht aufgeben.“ Im November 1869 erneuerte Rauchwarenhändler Nachman Fein seinen Antrag und beantragte nicht nur die Erteilung der Staatsbürgerschaft, sondern auch die Aufnahme als sächsischer Untertan. Das Leipziger Auswärtige Amt bestätigte anschließend, dass „der Gewerbetreibende Nachman Fein aus Brody […] mit gelegentlichen Unterbrechungen […] seit 1848 [in Leipzig] als Kommissionsvertreter für ausländische Handelshäuser wohnhaft ist, 1862 zusammen mit seiner Familie, seiner Frau Feige, geborene Patyn, und ihre Kinder Chaim Leib, geboren 1845, und Reisel und Heni, geboren 1854.“ Darüber hinaus legte Nachman ein ärztliches Attest von Livius Fürst vor. Dieser beglaubigte, dass Nachman frei von „der Art von Krankheit oder Krankheitsanfälligkeit ist, die einen dauerhaften Einfluss auf seine Fähigkeit haben könnte, seinen Lebensunterhalt zu verdienen, oder auf seine Lebensspanne“. Nachman erklärt außerdem, dass er „Bargeld in Höhe von insgesamt 4000 Talern“ verdient hat und dass diese Summe „ein persönliches schuldenfreies Gut“ ist: „Ich habe 1000 Taler geerbt und den Rest nach und nach durch meine täglichen Geschäftstätigkeiten erworben.“ Er erklärt weiter, dass er Waren im Wert von mehreren Tausend Talern und einen gut ausgestatteten Haushalt im Wert von 2000 Talern besitze. Es folgt eine detaillierte Liste seines Aktienbesitzes. Insgesamt beliefen sich diese Vermögenswerte auf 4000 Taler. Im Dezember wurde er und seine Familie als vorläufige Mitglieder der Gemeinde aufgenommen. Um eine dauerhafte Zulassung zu erhalten, musste er letztlich doch nachweisen, dass er seine österreichische Staatsbürgerschaft aufgegeben hatte. Im März 1870 wurde er offiziell Staatsbürger des Königreichs Sachsen.
Die jüdischen Messmäkler erhielten in der Regel das begehrte Vorrecht des dauernden Wohnrechts in der Stadt. Von den im Jahr 1818 vereidigten 28 jüdischen Messmäklern kam die Hälfte aus Brody. In den letzten Jahrzehnten des 19. Jahrhunderts waren die meisten der von jüdischen Messmäklern begründeten Firmen verschwunden, aber andere, von späteren Brodyer Zuwanderern gegründete Unternehmen waren hinzugekommen. Wilhelm Harmelin nannte von den im 20. Jahrhundert noch bestehenden jüdischen, ehemals Brodyer Familien der Rauchwarenbranche, die noch Beziehungen mit Leipziger Rauchwarenfirmen aufrechterhielten:
(In Klammern: Dauer des Geschäftsbetriebs)
- Barrasch – Isaack Barrasch (1869–1905)
- Fein – Nachman Fein (1842 bis um 1880); Leon Fein (um 1880 bis 1901); Fein & Co (1902–1938), Willy Fein und Bruder Siegmund Fein, zuständig für den Handel mit für Tierhaaren und Schneidekanin für die Hutfabrikation[22][5]
- Finkelstein – Joseph Finkelstein & Co. (1877–1938); Joseph (Josef) Finkelstein (geb. 1847; gest. 1935).[23] Die Firma führte die erste Leipziger Auktion für russische Rauchwaren durch.[1]
- Haendler – N. Haendler (um 1850–1874); N. Haendler & Sohn (1874–1919), Allgemeine Rauchwaren-Aktiengesellschaft vormals Haendler & Sohn (1919–1929). Errichtete als erstes Leipziger Unternehmen der Rauchwarenwirtschaft im Jahr 1875 ein Zweiggeschäft am Londoner Welthandelsplatz für Rauchwaren, Garlick Hill.[1]
- Halberstam – Dr. Hermann Halberstam (1864–1941) aus Brody, Vetter des Wiener Oberrabbiners Dr. Chajes war 1904 bis 1941 Gesellschafter der Firma Julius Ariowitsch (1877–1941)
- Harmelin – Jacob Harmelin (1818–1830), wurde 1818 als Messmäkler vereidigt; Marcus Harmelin (1830–1939)

In einer Zeitungsanzeige gab sein Nachfolger Marcus Harmelin vor Beginn der Michaelismesse bekannt: „Nachdem mich Endesunterzeichneter ein hochedler und hochweiser Magistrat, auf Antrag der Herren Handlungs-Deputirten und Kramer-Meister, als Meßmäkler verpflichtet hat, so unterlasse ich nicht, solches einem Handlung treibenden Publicum hiermit anzuzeigen und mich bestens zu empfehlen. Leipzig, den 24. September 1830. Marcus Harmelin aus Brody.“ Sein Lager hatte er in seiner Wohnung im „Blauen Harnisch“. Die Niederlassung in Brody gaben die Harmelins erst 1879 auf.
- Heilpern – Gebrüder Heilpern (1919–1938), Gebrüder Adolf und Anselm Heilpern[22]
- Kremnitzer – Gerhardt Kremnitzer (1907–1935)
- Rapaport – M. Rapaport & Sohn (1861–1931)

Munisch Rapaport war 1860 von Brody nach Leipzig gezogen. Er errichtete dort zusammen mit seinem Sohn Abraham Rapaport (um 1835–1910) die Rauchwarenfirma M. Rapaport & Sohn. Weitere Gesellschafter waren Abraham Rapaports Sohn David (1856–1896) und Munischs Schwiegersöhne David Rosen (1853–1928) und Michael Duglatsch (1854–1913) und die Enkelsöhne Isidor Leon Rosen (geb. 1897; von Leipzig deportiert; gest. 1943), Eugen Rosen (geb. 1879; von Belgien deportiert; gest. 1943) und Max Dlugatsch (1894–1956). Das Unternehmen wurde 1931 liquidiert. Assoziiert war die Firme Michael Dlugatsch in Moskau und Nischni Nowgorod. Deren Geschäftsbetrieb endete 1915.
Die Leipziger Messen verloren für den Pelzhandel zunehmend an Bedeutung, der Handel am Brühl verteilte sich stattdessen, mit den branchenbedingten jahreszeitlichen Schwankungen, auf das ganze Jahr. Die festen Fell-Lager mit sortierter Ware wurden eine Notwendigkeit, um Geschäfte auch mit Kürschnern zu machen. Manche der aus Brody kommenden Firmen verfügten inzwischen über einen erheblichen Grundbesitz im Leipziger Rauchwarenviertel.
Brodyer Juden nahmen bei der Neubelebung einer Leipziger jüdischen Gemeinde und der Schaffung einer in der Stadt fest ansässigen Rauchwarenwirtschaft eine herausragende Rolle ein. Einige zeichneten sich durch der Wohlfahrt und Fortbildung dienende Stiftungen aus. Die älteste der von jüdischen Messebesuchern eingerichteten kleinen Synagogen („Betschulen“) von der sichere Kenntnis besteht, war die wohl nach dem Siebenjährigen Krieg eingerichtete „Brodyer Schule“, die sich lange im Haus „Zum Blauen Harnisch“ (jetzt Brühl 71) befand. 1903/1904 lieferte Oscar Schade die Entwürfe für einen Nachfolgebau, die im „neomaurischen Stil“ gestaltete Brodyer Synagoge, deren Innenausstattung (Thoraschrein, Bima) in der Pogromnacht vom 9./10. November 1938 demoliert wurde.
Jegliche jüdische Geschäftstätigkeit endete innerhalb kürzester Zeit mit der Vertreibung oder Ermordung der jüdischen Händler nach der Machtübernahme durch die Nationalsozialisten im Jahr 1933.